# Strijkkwartet nr. 1 (Leifs)
Jón Leifs voltooide zijn Strijkkwartet nr. 1 Mors et vita (Strengjakvartett nr. 1) in 1939. De titel verwijst naar de omstandigheden, waarin Leifs aan zijn eerste strijkkwartet begon. Nazi-Duitsland viel Polen binnen als definitief begin van de Tweede Wereldoorlog. Mors et vita is Latijn voor Dood en leven. Het strijkkwartet is geschreven in één deel en klinkt als een lange verstilde treurzang. Slechts heel even wordt het tempo opgeschroefd, maar het merendeel is in trage muziektempi gecomponeerd.
Tempoverdeling:
- Adagio – andante con moto – quasi presto ma molto accentuato – andante con moto- andante ma non troppo – andante poco a poco con moto – un poco adagio, piu adagio, quasi grave.

De melodie van het werk is terug te voeren op een "tvisöngur" van Bólu-Hjálmar, Húmar að mitt himsta kvöld (Mijn laatste nacht is gekomen).